# Arthur D. Simons
Colonel Arthur D. „Bull“ Simons (* 28. Juni 1918 in New York; † 21. Mai 1979 in Red Bay, Florida) war ein US-amerikanischer Offizier. Er wurde bekannt durch seine Beteiligung an der Operation Ivory Coast, eines Teils der Operation Kingpin, in der amerikanische Kriegsgefangene  aus dem nordvietnamesischen Kriegsgefangenenlager Sơn Tây hätten befreit werden sollen.

## Leben
Simons wurde 1941 eingezogen und kommandierte von 1942 bis 1944 eine Feldartillerieeinheit, bevor er Kompaniechef und Bataillonsführer des 6. Ranger Bataillons wurde. Er nahm an einigen sehr riskanten Landungen mit den Rangern im Pazifik teil. In Luzon auf den Philippinen war er an dem Cabanatuan Raid beteiligt, mit dem etwa 500 Kriegsgefangene, die meisten davon Überlebende des Todesmarsches von Bataan, gerettet werden sollten. Dafür erhielt er den Silver Star. Nach dem Zweiten Weltkrieg verließ Major Simons für fünf Jahre die Armee. Danach nahm er den Dienst als Ausbilder der Infanterie und als Ranger im Dschungel-Trainingslager (Fort Benning, Georgia) wieder auf und verließ die Armee im Rang eines Obersts am 31. Juli 1971.
1979 wurde Simons von Ross Perot, dem Vorsitzenden der Electronic Data Systems Inc., um Hilfe gebeten, da zwei Angestellte des Unternehmens im Iran in Gefangenschaft geraten waren. Im Februar 1979 organisierte Simons zusammen mit Perot, der die Finanzierung sicherstellte, und einer kleinen Gruppe freiwilliger EDS Mitarbeiter und Vietnam Veteranen die Befreiung der Geiseln. Schlussendlich wurde das Gazre-Gefängnis von Revolutionisten gestürmt angeführt von einem Mitarbeiter von EDS. Die zwei Amerikaner wurden zusammen mit 11.000 iranischen Gefangenen freigelassen. Simons und seine Gruppe flohen 720 Kilometer vor der Iranischen Polizei in die Türkei und kehrten später in die Vereinigten Staaten zurück. Simons starb drei Monate später an Herzversagen.
1983 wurde der Tatsachenthriller Auf den Schwingen des Adlers von Ken Follett veröffentlicht, der 1986 unter der Regie von Andrew V. McLaglen verfilmt wurde und die dramatischen Ereignisse dieser Befreiungsaktion erzählt. Der Film wurde unter anderem mit Burt Lancaster und Richard Crenna in den Hauptrollen als Zweiteiler gedreht.
1980 gründeten Ross Perot und andere eine Stiftung zur Förderung der Kinder der bei der iranischen Geiselnahme getöteten Personen, die nach Colonel Simons benannt wurde.

## Auszeichnungen und Orden
- Distinguished Service Cross
- Silver Star
- Legion of Merit, 4th Oak Leaf Cluster
- Bronze Star
- Meritorious Service Medal
- Purple Heart